# Linguistique de terrain
La linguistique de terrain désigne l'étude linguistique menée sur le terrain, espace délimité où se trouvent locuteurs, environnement culturel et environnement naturel, par un observateur impliqué. Permettant notamment de produire des descriptions inédites de langues rares ou risquant de disparaître, c'est une sous-discipline voisine de la sociolinguistique, de l'ethnolinguistique et de l'ethnologie (les linguistes de terrain travaillant parfois avec des ethnologues). Elle nécessite, pour le linguiste, des compétences d'ordre technique (enregistrement), linguistique, ethnologiques, éthiques et diplomatiques (pour interagir avec les communautés que l'on souhaite étudier). 

## Histoire
Des enquêtes d'ordre linguistique sont menées sur le terrain par des missionnaires, qui recueillent des données au sujet de langues peu ou non décrites. En 1805, pour la société des Observateurs de l'Homme, Joseph-Marie de Gérando constitue les premiers questionnaires destinés à la collecte de données. Cependant, ceux-ci ne servent pas réellement. Plus tard paraissent, en France notamment, des manuels pour collecter des données. Au dix-septième siècle, les explorateurs, d'influence jésuite, construisent des grammaires à partir d'un plan convenant à la grammaire latine, mais parfois inadapté à l'étude d'autres langues (par exemple, chercher à étudier les articles dans une langue qui n'en compte pas). C'est au vingtième siècle que la linguistique de terrain apparaît comme unité notionnelle.
Vers 1840, Lewis Henry Morgan, dans son étude sur les systèmes de parenté chez des Autochtones d'Amérique, établit que le système de noms décrivant la parenté chez ces peuples est différent de l'Occident (établissant certaines distinctions n'existant pas en Occident, et ignorant des distinctions occidentales). Au début de l'ouvrage anthropologique de Françoise Héritier Masculin Féminin 1, il est aussi question de la manière dont sont nommés les membres des systèmes de parenté dans différentes cultures.

## Méthode
Les méthodes modernes d'enquête et d'analyse en linguistique de terrain ont fait l'objet d'un exposé systématique par les fondateurs du laboratoire de Langues et civilisations à tradition orale (LACITO). L'ouvrage présente successivement l'enquête de terrain et l'analyse grammaticale (volume I), les questionnaires grammaticaux et phrases (volume II), un questionnaire technique et des guides thématiques (volume III). Cette tradition se poursuit et s'adapte au XXIe siècle avec des formations dédiées telles que FieldLing. 
Une étude de terrain en linguistique nécessite de commencer par de la phonétique et de la phonologie de la langue étudiée, puis de la morphosyntaxe et du lexique. Par exemple, des linguistes et ethnologues ont appris qu'en malgache, l'adverbe locatif est obligatoire (on dit ainsi : je vais là au marché) et qu'il en existe seize différents, qui expriment le degré de distance et la vue, ou non, de l'endroit dont on parle. 
Des linguistes comparent la linguistique de terrain à l'observation astronomique : d'après cette analogie, l'observateur ne peut approcher son objet. De même, il ne peut connaître la pensée des locuteurs. Les linguistes ont recours à l'élicitation : il s'agit, d'après la professeure en linguistique Ulrike Mosel, de collecter des données (mots, phrases…) chez des locuteurs natifs afin d'étudier un phénomène particulier. Plusieurs méthodes d'élicitation existent : traduction, question (diriez-vous telle phrase ?), questionnaires écrits, stimuli (photos ou vidéos) par exemple. Les enquêtes de terrain nécessitent une préparation en amont et les entretiens sont libres, semi-dirigés ou dirigés. Les relations établies avec les locuteurs sont essentielles aux divers stades du travail en linguistique de terrain. 
Dans le livre Le Mot et la Chose, le philosophe du langage Willard Van Orman Quine imagine qu'un linguiste de terrain observe que des indigènes disent gavagai dès qu'un lapin approche. On pourrait donc traduire gavagai par lapin, mais ce terme pourrait aussi signifier une tranche temporelle ou spatiale de lapin, une partie du lapin, un caractère lapin (initialement en anglais, le terme rabittness se traduirait en français par lapinité ou lapinitude), d'où le concept d'indétermination de la traduction. Pour Quine, ce problème se résout par des hypothèses analytiques.

## Enseignement
En France, dans le cadre de formations en linguistique, la linguistique de terrain est enseignée dans plusieurs universités,. 